# Poolbillard-Jugendeuropameisterschaft 1984
Die Poolbillard-Jugendeuropameisterschaft 1984 war die vierte Austragung der von der European Pocket Billiard Federation veranstalteten Jugend-Kontinentalmeisterschaft im Poolbillard. Sie fand in London statt.
Ausgespielt wurden die Disziplinen 14/1 endlos und 8-Ball bei den Junioren.

## Medaillengewinner
| Disziplin              | Gold           | Silber    | Bronze                   |       |
| ---------------------- | -------------- | --------- | ------------------------ | ----- |
| Junioren – 14/1 endlos | Norbert Lang   | Tom Storm | M. Lambert M. Casey      | [ 1 ] |
| Junioren – 8-Ball      | Oliver Ortmann | Per Anda  | J. Lundquist Marko Vogel | [ 2 ] |